# 68
El año 68 (LXVIII) fue un año bisiesto comenzado en viernes del calendario juliano, en vigor en aquella fecha.
En el Imperio romano, era conocido como el Año del consulado de Asconio y Tracalo (o menos frecuentemente, año 821  Ab urbe condita). La denominación 68 para este año ha sido usado desde principios del período medieval, cuando el Anno Domini se convirtió en el método prevalente en Europa para nombrar a los años.

## Acontecimientos
- Lucio Clodio Macro se rebela contra el emperador Nerón.
- 8 de junio: Sulpicio Galba se convierte en emperador de Roma, al ser aceptado por el Senado Romano, declarando a Nerón persona non grata. Nerón es depuesto por el Senado. Al comprobar que la guardia imperial lo ha abandonado, Nerón se suicida.[1]
- 9 de junio: el emperador romano Nerón se suicida, a cuatro millas de Roma. Se apuñala en la garganta después de ser abandonado por la guardia pretoriana.
- Galba solo reinará unos meses y el año 69 será el año de los cuatro emperadores: Galba (68), Otón (69) y Vitelio (69), todos ellos gobiernan en rápida sucesión antes de que Vespasiano gane la guerra civil y se convierta en emperador.
- Galba crea la Legio I Adiutrix y la Legio VII Gemina y Lucio Clodio Macro la Legio I Macriana liberatrix.
- Último año relatado por los Anales de Tácito, una historia del Imperio romano.
- Marco Ulpio Trajano, padre de Trajano, se convierte en cónsul.
- Trajano se traslada a Scythopolis y cruza el río Jordán con la Legio X Fretensis. Asedia Jericó y destruye el monasterio de Qumran, donde se crearon los manuscritos del Mar Muerto.
- Invierno: Trajano establece un campo en Jericó y los romanos cortan las rutas de escape a Jerusalén.

## Fallecimientos
- 9 de junio - Nerón, emperador de Roma.
- Cayo Julio Vindex, general romano que intentó deponer a Nerón.